# 渥倫泰德 (維多利亞州)

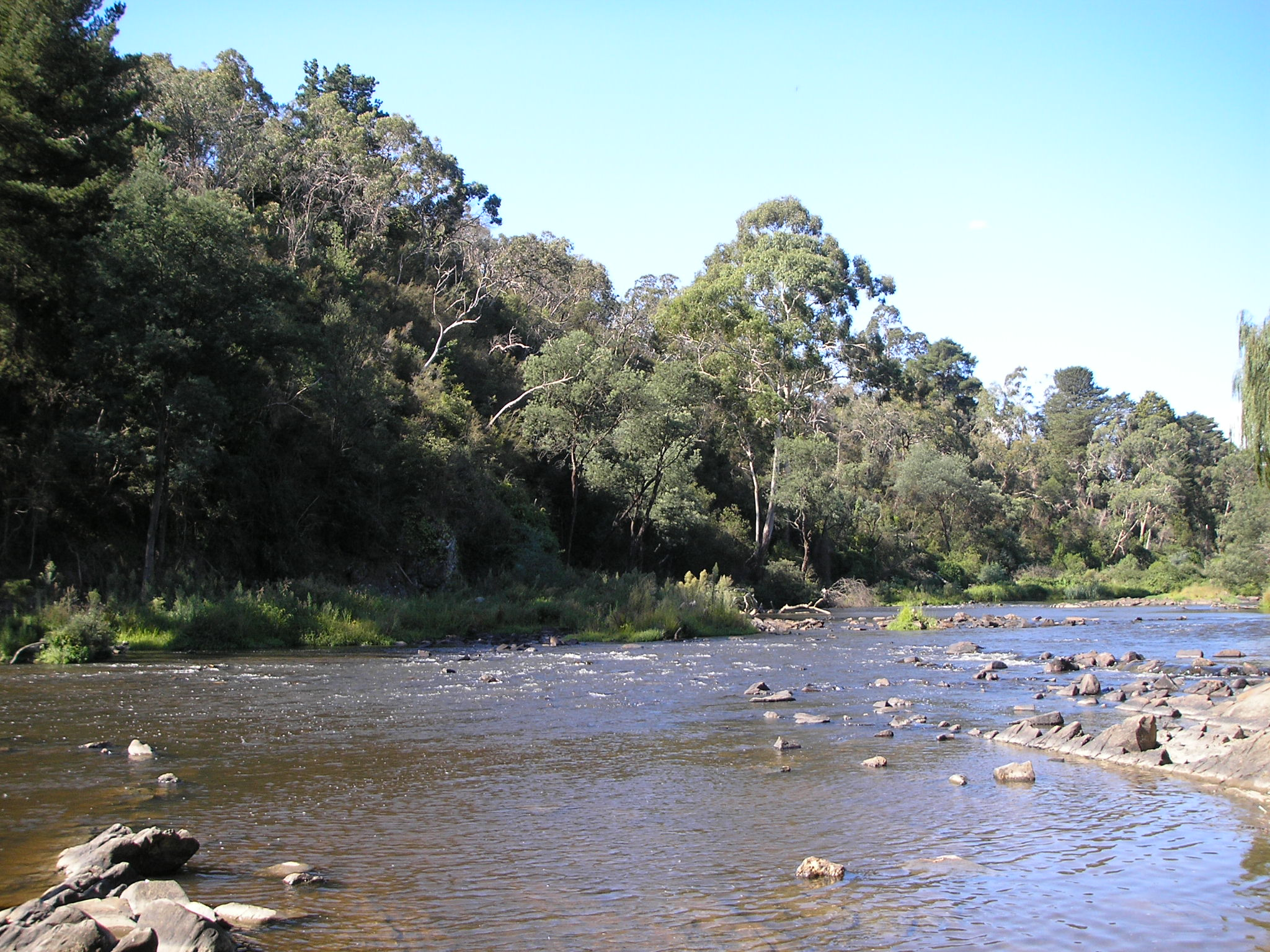
流經渥倫泰德的雅拉河

渥倫泰德（英語：Warrandyte）位於澳大利亞墨爾本的東北郊區，雅拉河南岸。根據2011年的人口普查，人口為5,520人。當地邮政编码是3099。2009年，這裏發生了澳大利亞黑色星期六大火。當地主要由私家车提供交通服务。